# Sphegigaster nigricornis
Sphegigaster nigricornis is een vliesvleugelig insect uit de familie Pteromalidae. De wetenschappelijke naam is voor het eerst geldig gepubliceerd in 1834 door Nees.